# Hystrix cristata
L'istrice crestato (Hystrix cristata Linnaeus, 1758), noto anche come porcospino, spinosa o semplicemente istrice, è un roditore della famiglia degli Istricidi diffuso in Europa meridionale e in Africa.

## Descrizione

### Dimensioni
È un roditore di grandi dimensioni, con la lunghezza della testa e del corpo tra 650 e 850 mm, la lunghezza della coda tra 120 e 170 mm, la lunghezza del piede fino a 95 mm, la lunghezza delle orecchie fino a 40 mm e un peso fino a 20 kg. È il più grande roditore africano ed europeo.

### Aspetto

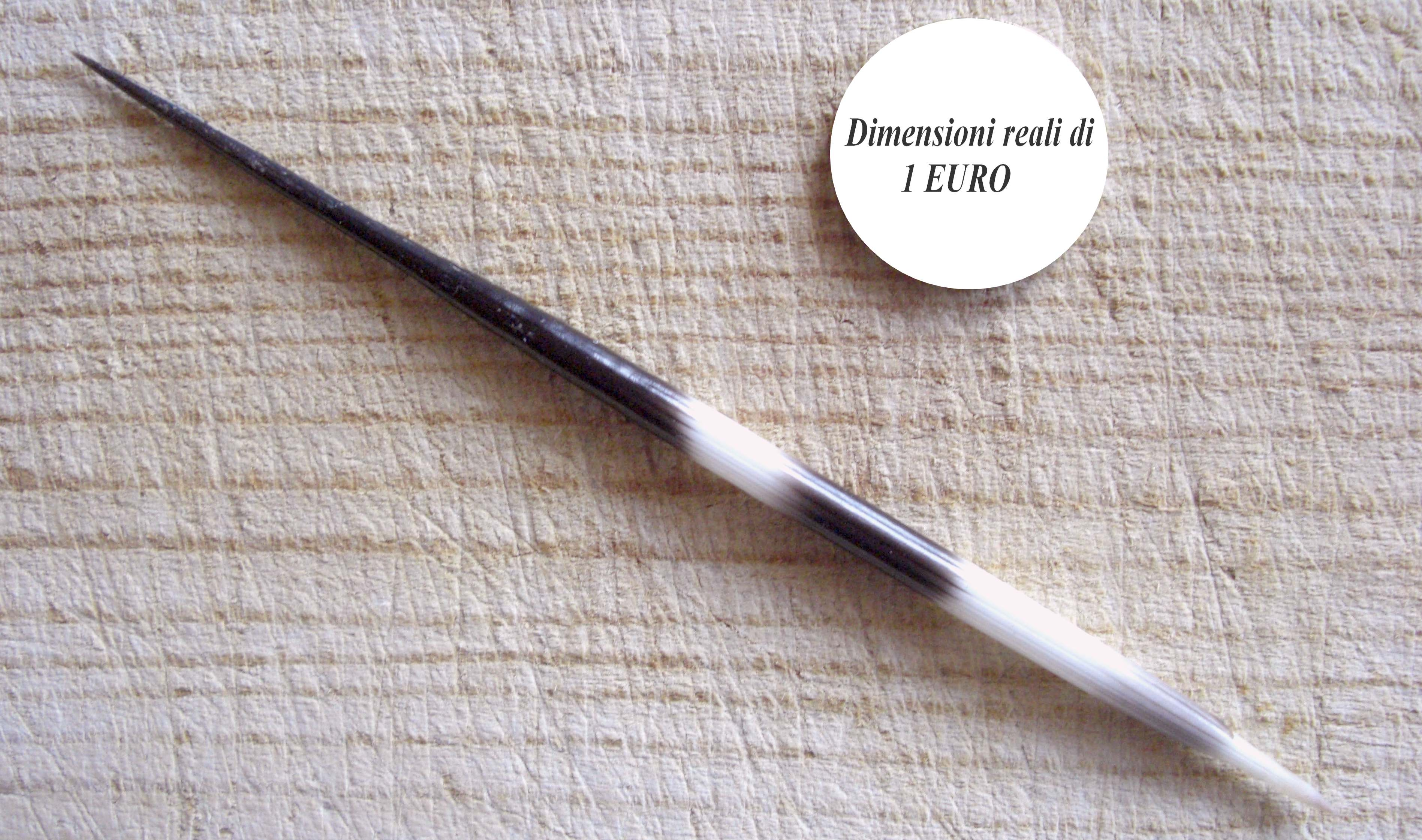
Aculeo

Le parti dorsali sono ricoperte da lunghe setole nere o bianche anteriormente e con lunghi aculei nella parte centrale e sulla groppa. Gli aculei presentano anelli bianchi e neri alternati solitamente 4 o 5, e terminano con una lunga punta bianca. La loro lunghezza è variabile e possono raggiungere i 30 cm sulla groppa. La cresta nucale è formata da lunghi peli sottili fino a 45 cm, principalmente neri. Sia la cresta che gli aculei si drizzano quando l'animale è impaurito o minacciato. La testa, il collo e gli arti sono ricoperti con setole scure lunghe fino a 50 mm. La parte centrale della groppa è nera o chiazzata. La testa è alquanto larga, con un muso corto, la regione nasale rigonfia e ricoperta da lunghe vibrisse scure. Gli occhi sono piccoli e scuri. Le orecchie sono corte e scure. Gli arti sono brevi e le zampe sono corte e larghe, ognuna provvista di cinque dita munita di artiglio; il primo dito delle zampe anteriori è notevolmente ridotto. La coda è corta, di solito nascosta dagli aculei della groppa, ed è ricoperta da aculei più corti e fragili, alcuni modificati in maniera tale da ottenere un crepitio quando la coda è scossa. Il cranio è grande e di forma arrotondata; gli incisivi sono lisci, mentre la superficie occlusale dei molari è formata da pieghe complesse di smalto e dentina; le ossa nasali sono molto lunghe, larghe e si estendono posteriormente quasi fino al margine posteriore delle orbite. Le femmine hanno due o tre paia di mammelle pettorali. Il cariotipo è 2n=66 FN=114.

## Biologia

### Comportamento

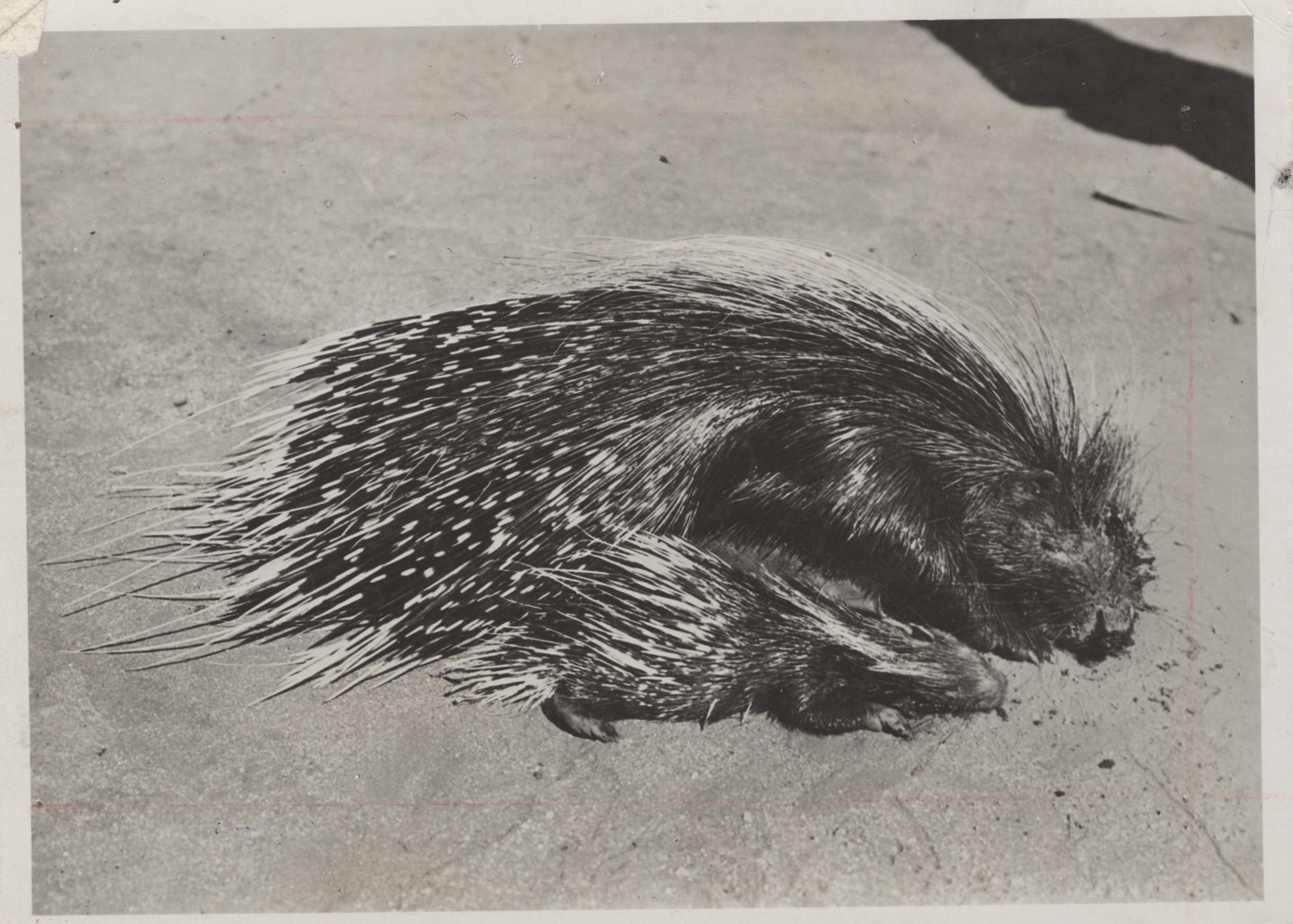
Esemplari immortalati nel 1930

È una specie terricola e notturna, sebbene in cattività risulti essere attiva anche di giorno. Durante le ore diurne si rifugia nelle grotte, nelle buche sotto gli alberi o in tane abbandonate di altri animali e nei crepacci rocciosi. Non scava le proprie tane. La locomozione è una camminata o un lento trotterellare e, a causa delle sue grandi dimensioni, non è in grado di arrampicarsi. Quando è impaurito o minacciato, la cresta e gli aculei si drizzano, facendo sembrare l'animale più grande di quanto non sia, e gli aculei della coda vengono agitati in modo tale da provocare un tintinnio. Se in pericolo, l'animale si muove lateralmente o all'indietro con le punte degli aculei erette verso l'aggressore. Se realmente provocato da un potenziale predatore, l'individuo carica all'indietro con gli aculei della groppa, lasciandone qualcuno infilzato nella pelle dell'aggressore, provocando talvolta gravi ferite. Questo comportamento e l'affilatura dei suoi aculei forniscono all'istrice un meccanismo difensivo veramente efficace anche contro potenziali predatori come il leone.
Ci sono diverse segnalazioni di istrici che raccolgono e masticano ossa, con le loro tane talvolta riempite di esse. Questa abitudine si pensa essere associata al rivestimento e all'affilatura degli incisivi, forse con il beneficio di fornire una risorsa aggiuntiva di calcio e minerali.
Sono animali sociali e gregari. Le secrezioni prodotte dalle ghiandole anali sono utilizzate per marcare il territorio e per indicare la presenza dell'individuo; i suoni vocali sono utilizzati per l'interazione maschio-femmina e per avvisare i conspecifici di eventuali pericoli o durante incontri aggressivi. Durante la corte, il maschio avvicina la femmina utilizzando un'andatura bipede e poi la monta. La femmina sollecita la copulazione attraverso l'esibizione della coda sulla groppa. Diversi individui possono rifugiarsi insieme nella stessa tana.

### Alimentazione

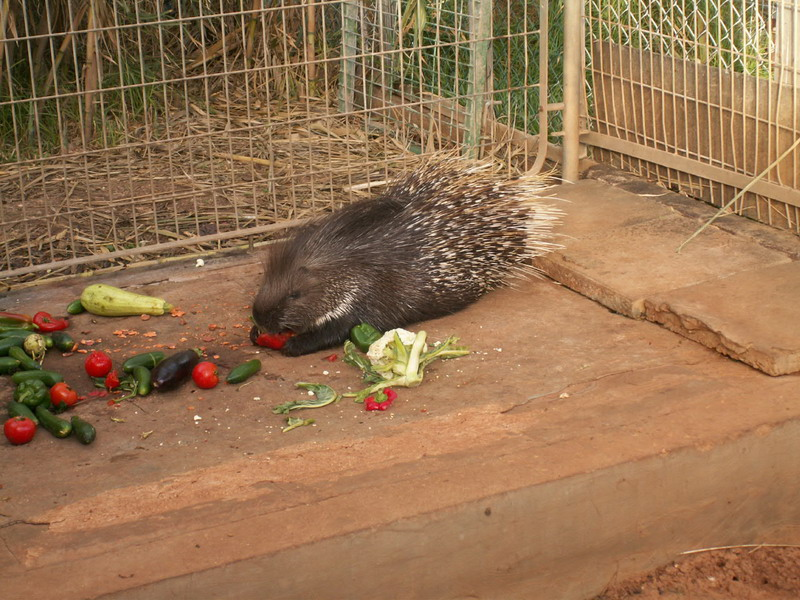
Un esemplare mentre si nutre in cattività

È una specie erbivora. La principale fonte di sostentamento è la frutta, le radici, i bulbi e le cortecce. La cassava, la patata dolce e le arachidi vengono spesso mangiate nelle aziende agricole. Si nutre anche di ossa per carenza di calcio.

### Riproduzione
Dà alla luce da uno a quattro piccoli alla volta, dopo una gestazione di 112 giorni. Il peso alla nascita è di circa un chilogrammo. Il rapporto peso nascituro/madre è del 10 %, una percentuale bassa rispetto alla maggior parte degli istricomorfi. I piccoli nascono con gli occhi aperti e soffici peli spinosi. L'allattamento avviene con la madre seduta, poiché le mammelle sono situate ai lati del torace. I maschi assistono, recuperando e pulendo i piccoli, e riposano con loro nelle tane. Vengono svezzati dopo 16 settimane di vita.

## Predatori
A causa del suo comportamento difensivo, l'istrice ha pochi predatori. Gli umani possono cacciarlo per cibarsene, ma non in grosse quantità come altri roditori simili, anche se in passato veniva cacciato in molti paesi, soprattutto in Italia, per la sua carne considerata una prelibatezza.

## Distribuzione e habitat
È diffuso ampiamente nella bio-zona costiera mediterranea, nella savana sudanese e guineana e nelle regioni afro-montane dell'Etiopia. Ha una distribuzione disgiunta in parte del Sahel e del Sahara. È presente nelle regioni montane di Marocco, Algeria e Tunisia e sulle coste libiche, mentre è probabilmente estinto in Egitto. Vi sono popolazioni isolate nel Niger. È diffuso in tutta l'Africa occidentale, dal Senegal al Camerun, e in Ruanda, Repubblica Democratica del Congo, Etiopia, Uganda, Kenya, Tanzania settentrionale e Zanzibar. È presente probabilmente nel Ciad meridionale e nella Repubblica Centrafricana.
In Italia è diffuso in tutta la penisola, in Sicilia e sull'isola d'Elba. Recentemente ha conosciuto una notevole espansione verso nord, giungendo in Liguria occidentale e fino alla parte sud-orientale del Piemonte, in Lombardia, Emilia-Romagna e fino alla zona pedemontana del Veneto (Prealpi Vicentine, Colli Asolani, Bassano del Grappa e Marostica) e di recente anche sul settore montano (massiccio del Grappa e altopiano dei Sette Comuni). Una recente osservazione presso le province di Savona e di Genova indicherebbe un'ulteriore estensione verso nord-ovest del suo areale, sebbene necessiti di ulteriori conferme. L'istrice era sicuramente presente nella penisola italiana fin dal tardo Pleistocene, confermata dai ritrovamenti di fossili datati a questo periodo. Non è noto tuttavia se l'animale si sia in seguito estinto, per essere poi reintrodotto in epoca più recente dai Romani, oppure se sia sopravvissuto senza soluzione di continuità fino ai giorni nostri.
Vive fino a 3.550 metri di altitudine sugli altopiani etiopici nelle regioni semi-desertiche, savane boscose e praterie, specialmente dove sono presenti rocce e grotte. In Algeria e Marocco vive nelle colline ricoperte di foreste e nelle steppe, ma non nel deserto. Appare essere molto tollerante ad un'ampia gamma di ambienti e climi, incluse le boscaglie costiere calde, i deserti secchi e le praterie montane fredde. In Etiopia può essere attratto dalle fattorie, dove può divenire una piaga per le coltivazioni.

## Conservazione
La IUCN Red List, considerata l'ampia diffusione, sebbene sia utilizzato come fonte di cibo in diverse popolazioni, classifica H. cristata come specie a rischio minimo (Least Concern).

## Filosofia
Il dilemma del porcospino è presente nel pensiero del filosofo Arthur Schopenhauer. I porcospini sono una metafora sulla giusta distanza nelle relazioni umane.

## Palio di Siena
L'istrice rappresenta il simbolo di una delle 17 contrade che compongono il territorio della città di Siena. Contrada di antico e nobile lignaggio, deve il titolo di sovrana alla concessione fattagli dal Sovrano Militare Ordine di Malta, che ebbe sede nel territorio della contrada a partire dal XIV secolo.